# Rôle de genre

Symboles de genre utilisés pour désigner les femmes (à gauche) ou les hommes (à droite)

La notion de rôle de genre désigne le fait qu'il existe des attentes sociales particulières envers les individus en fonction de leur genre. Divers facteurs sont à l'origine du développement des rôles de genre, et ils ont une influence sur la vie des individus à différents niveaux. Par ailleurs, les rôles de genre diffèrent selon les cultures et les époques.

## Terminologie

### Définition du rôle de genre
Le rôle, de façon générale, constitue un « modèle » qui comporte un aspect normatif et désigne ce que doit faire un individu pour valider son statut. Ainsi, il comprend les tâches et les conduites qu'un individu est censé effectuer en fonction du statut qu’il occupe.
En ce qui concerne les rôles de genre, leur existence se base sur les différences entre les sexes dans le comportement social. Les rôles de genres sont définis comme des attentes communes à propos de comportements et de qualités qui s’appliquent aux individus sur la base de leur sexe. En d’autres termes, selon Cialdini et Trost, les normes qu'impliquent les rôles de genres partagent les caractéristiques des normes sociales, décrites comme « des règles qui sont comprises par les membres d’un groupe, qui guident et ou contraignent le comportement social sans force de loi ». Gilbert et Scher soulignent que les normes de rôles de genres donnent une ligne de conduite à tenir pour les hommes et les femmes sur la façon dont ils sont censés agir, penser et ressentir. Ce sont des attentes subjectives des membres de la société.

### Rôle de genre et rôle de sexe
Il est difficile de distinguer le sexe, qui est une variable biologique, et le genre, qui est une variable culturelle.

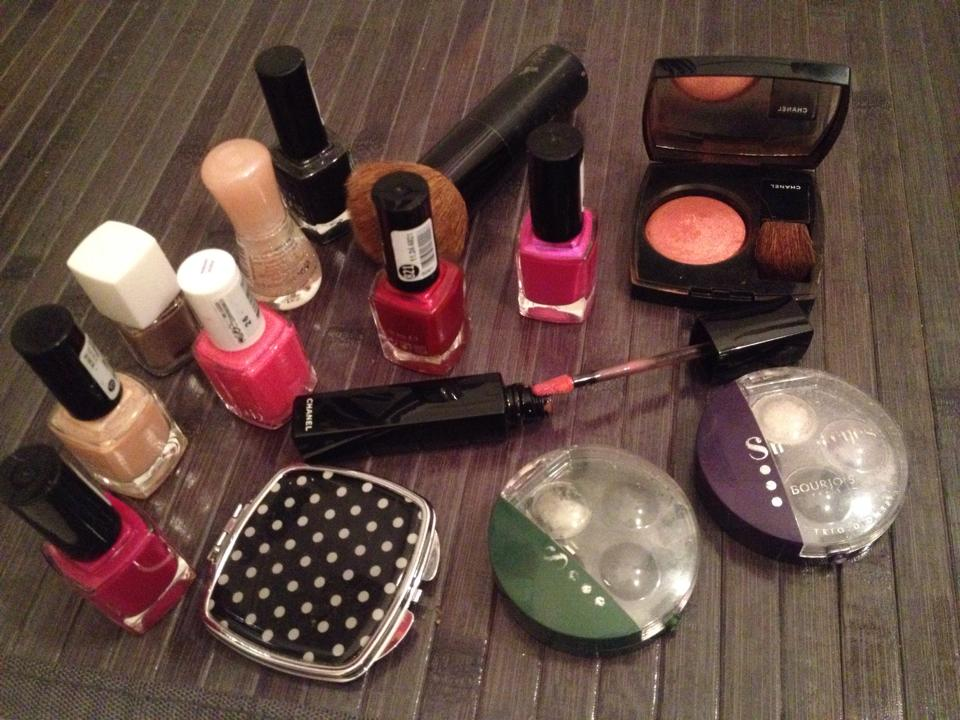
Objets attribués aux femmes selon les rôles de genre.

Le terme « genre », autrefois peu employé, est de plus en plus utilisé, notamment dans les sciences humaines et sociales et l'art. Le concept de rôle de genre désignerait un construit social, contrairement aux rôles de sexe qui renverraient aux aspects biologiques. Cependant, cette question fait encore l’objet de nombreux débats. Pour cette raison, et parce que les auteurs utilisent tantôt un terme, tantôt l’autre, le terme « genre » sera utilisé tout au long de cet article, celui-ci étant davantage en lien avec la notion de rôles.

### Rôle de genre et identité de genre
Selon Colette Chiland, « l'identité sexuée et les rôles sexués sont liés comme les deux faces d'une pièce de monnaie : l'identité serait la face intime et les rôles seraient la face publique de l'appartenance sexuée ». En effet, Stoller et Greenson ont introduit le concept d'identité de genre en 1964 pour désigner le sens, la connaissance d'appartenir à l'une ou l'autre des catégories féminine ou masculine. Le rôle de genre correspond au comportement adopté ouvertement en société, spécialement en présence des autres. Il s'agit donc de l'expression publique de l'identité de genre.

### Rôle de genre et stéréotype
Comme le rôle de genre, le stéréotype dirige les attentes des membres d’un groupe. Cependant, le rôle est un modèle qui guide des comportements, alors que le stéréotype détermine des opinions. Hilton et Von Hippel définissent les stéréotypes comme étant des croyances à propos des caractéristiques, attributs et comportements des membres de certains groupes. Ils ajoutent que les stéréotypes ont la fonction de simplifier la réalité en catégorisant car l'humain est constamment confronté à une multitude d'informations. Il serait difficile, voire impossible, de prendre en compte l'ensemble des caractéristiques individuelles de tout un chacun.

## Historique du concept
En 1914, le psychanalyste Sigmund Freud introduit déjà des facteurs sociaux dans ses réflexions sur la personnalité féminine. En effet, il considère le narcissisme féminin comme issu des restrictions que la société impose aux femmes.
Dans les années 1940, la psychologie sociale se développe, articulant les analyses de comportements de groupe et les analyses de la motivation individuelle. Le développement de la théorie du rôle en particulier permet une étude scientifique des relations et des différences entre les sexes. On considère que l'enfant apprend à adopter des attitudes déterminées par son appartenance sexuelle en suivant le modèle de personnes sexuées, principalement la mère et le père. Les études consistent cependant principalement à établir un « type féminin » et un « type masculin ». En 1946, Termann et al. soulignent l'importance d'adjoindre des considérations socio-culturelles aux examens psychologiques.
En 1955, John Money introduit le concept de rôle de genre pour désigner tout ce qu'une personne dit ou fait, de sorte à révéler elle-même son statut d'homme ou de femme, de garçon ou de fille. Selon Money, cela peut ne pas correspondre au sexe donné biologiquement.
Au cours des années 1960, les conduites féminines évoluent en lien avec l'arrivée des femmes dans divers domaines de travail. De ce fait, les préjugés à leur égard diminuent. Des psychologues alliés aux mouvements féministes dénoncent le fait que beaucoup de scientifiques attribuent à tort les comportements féminins à leur nature intrinsèque, sans reconnaître les causes liées au contexte social ; voir Sexisme dans la science moderne. Face au bouleversement des conceptions, il est considéré comme nécessaire d'élargir le champ de recherche et d'y ajouter des perspectives sociales.
Par la suite, les psychologues du développement identifient la socialisation et l'apprentissage comme des causes importantes des différences entre les sexes. En parallèle, en 1966, Kohlberg, à travers son modèle du développement cognitif, propose que les enfants catégorisent les comportements comme correspondant à des rôles féminins ou masculins, et se conforment généralement aux rôles associés à leur propre sexe . De plus, de nombreux psychologues sociaux ou de la personnalité désignent les stéréotypes, les normes, ou encore l'identité comme étant à la base des différences de genre dans la cognition et le comportement social.
Les recherches en psychologie au milieu des années 1970 commencent à montrer un consensus à propos de la différence psychologique des sexes. Elles cherchent à prouver que peu de différences sont naturelles ; elles seraient plutôt dues à des croyances qui attribuent des caractéristiques à un sexe plutôt qu'à l'autre.
Au début des années 1980, de plus en plus de psychologues pensent que les différences biologiques entre les sexes sont mineures. Le point de vue de la population générale serait biaisé, influencé par des informations fréquemment entendues en société.
En 1987, Alice Eagly développe la théorie du « rôle de genre ». Au fil des années, celle-ci est enrichie au travers de plusieurs études.
La fin des années 1980 marque la réapparition des études expliquant les différences entre les sexes comme étant naturelles. Différents auteurs privilégient les explications évolutionnistes. Plus tard, l'influence des hormones sur le comportement est démontrée.
En 2002, Eagly et Wood[Qui ?] confrontent les théories sociobiologiques, la psychologie évolutionniste et le constructivisme social dans une recherche interculturelle. Selon elles, les différences entre les sexes découlent de l'interaction entre les particularités physiques liées au sexe (notamment la capacité reproductive féminine), et les caractéristiques sociales et structurelles des sociétés. Ainsi, les différences entre les sexes sont moins marquées dans les sociétés égalitaires, malgré certaines observations inverses (le paradoxe de l'égalité des sexes). Cela explique également les variations dans les comportements selon le sexe au fil du temps.
Aujourd'hui, malgré le retour des théories définissant les différences entre les sexes comme naturelles, beaucoup de recherches continuent d'explorer les causes sociales, considérant la majorité des différences comme acquises au cours du processus de socialisation plutôt que naturelles. Les populations, tout comme les scientifiques, semblent divisées en fonction du type d'explication favorisée.

## Dimension culturelle
Les rôles de genre font partie des règles de comportement social propres à chaque société. Chaque société laisse donc apparaître des différences entre les hommes et les femmes. Mais le genre est une catégorie sociale qui n’existe pas de façon isolée. Chaque personne est soumise à des conditionnements sociaux genrés au regard de sa culture.

### Différences culturelles au niveau des rôles de genre
Les rôles de genre apparaissent déterminés par les idéaux et valeurs de la société, ce qui explique que les attentes de rôle différent suivant le groupe envisagé. Elles sont donc différentes d’une culture à l’autre.
Ainsi, ce qui est considéré comme féminin ou masculin varie beaucoup d'une culture à l'autre.
Dans les années 1920, l'anthropologue Margaret Mead a étudié trois civilisations originaires du Pacifique. Elle a montré la grande plasticité des conduites féminines et masculines, car les comportements normatifs attribués aux hommes aux femmes dans ces sociétés sont variables et parfois même opposés à ceux considérés comme « normaux » en Occident. En effet, chez les « Arapesh », les femmes et les hommes ont tous tendance à être doux et paisibles. Chez les « Mundugumor », les femmes comme les hommes sont combatifs et cruels, et les femmes rejettent la fonction maternelle. Enfin, chez les « Tschambuli », les femmes sont énergiques et travailleuses alors que les hommes sont coquets et apprécient les arts tels que la danse ou la peinture.[source secondaire nécessaire]
Plus récemment, Linda L. Lindsey a comparé les rôles de genre dans différentes sous-cultures de la société américaine. Elle montre que les Afro-Américains ont tendance à avoir une perception des genres moins rigide et stéréotypée que les Euro-Américains. Les hommes et les femmes ne sont pas vus comme des êtres opposés ayant des attentes différentes. Ils sont tous deux encouragés à devenir à la fois donneurs de soin et sûrs d’eux. De ce fait, les hommes afro-américains participent aux tâches ménagères et à l’éducation des enfants de façon plus équitable que chez les euro-américains. Les femmes afro-américaines quant à elles encouragent plus leurs filles à l’indépendance et l’autonomie que les euro-américaines. Cette étude montre qu’il y a un effet médiateur de l’environnement, de la classe sociale et de la proportion d’autres origines culturelles dans l’entourage des sujets sur le genre.
L’auteur cite Hill qui considère que cette adhésion moindre aux rôles de genre chez les Afro-Américains est expliquée par le contexte de la société américaine qui présente de fortes inégalités sociales. Le système américain freine les croyances à propos de l’égalité entre les sexes, et les enfants faisant déjà face à la discrimination raciale peuvent trouver qu’il est plus facile de défier les rôles de genre traditionnels.
Selon Lindsey, les Américains d’origine asiatiques bénéficient généralement d’une socialisation moins flexible et ont donc des croyances plus marquées sur les rôles de genre. Dans ces cultures, le système familial est patriarcal. Ainsi, d’après les rôles de genre, les femmes sont dépendantes des hommes et des femmes plus âgées. Cependant, à partir de la troisième génération d’immigrés, la subordination féminine est remise en question, particulièrement dans le cas des chinois, japonais et coréens. Lindsey explique que d’après les études de Louie et Louie, puis Farley et Alba, la mobilité sociale de la famille et l’éducation universitaire causent l’américanisation des jeunes d’origine asiatique et diminuent leur adhésion aux rôles de genre.
Lindsey met également en avant le modèle des personnes originaires d’Amérique latine vivant aux États-Unis, venant plus précisément de Porto Rico, de Cuba et du Mexique. Dans ces sous-cultures, la femme a principalement un rôle maternel et de soin pour la famille proche. Il est valorisé pour l’homme de se montrer machiste. Ces rôles sont institués par le collectivisme, les fortes valeurs familiales et l’importance de la religion dans ces sociétés.

### Culture et intensité des différences de genre
Le degré de différenciation entre hommes et femmes dans un pays est fortement dépendant de la culture nationale.
Costa et ses collaborateurs ont réalisé une étude sur les traits qui caractérisent plus les hommes et les traits qui caractérisent plus les femmes. Les traits d'extraversion, de névrotisme et de caractère agréable obtenaient presque toujours des scores plus élevés lorsqu'ils décrivaient les femmes. Cependant, l'étendue des différences entre hommes et femmes varie selon les cultures. Les différences sont plus fortes dans un pays comme la Belgique et plus faibles dans un pays comme le Zimbabwe. Ainsi, Guimond souligne que contrairement à ce que l'on pourrait penser au vu des progrès concernant la répartition des rôles selon le genre dans nos sociétés occidentales, nous retrouvons des différences plus fortes entre les hommes et les femmes que dans les sociétés collectivistes.
Guimond cite également Yuki qui a écrit en 2003 que les comparaisons intergroupes, c'est-à-dire entre hommes et femmes, s'opèrent plutôt dans les sociétés individualistes. Ici, la théorie de l'identité sociale de Henri Tajfel et John Turner prend tout son sens. À l'opposé, dans les sociétés collectivistes, il y aurait plutôt un « modèle relationnel intragroupe » . Dans les sociétés individualistes, ce sont plutôt les comparaisons inter-genre qui priment, alors que dans les sociétés collectivistes, ce sont les comparaisons intra-genre qui sont le plus souvent de mise. Or les personnes s'évaluant dans un contexte inter-genre ont plus tendance à recourir à des auto-stéréotypes, ce qui pourrait être à l'origine de ces écarts inattendus selon les hypothèses de catégorisation sociale et comparaison sociale abordées ci-dessous.

### La culture comme facteur de maintien des rôles de genre
Geert Hofstede considère que la culture peut aider à comprendre pourquoi il est si difficile de modifier les rôles de genre traditionnels. Selon lui, les réactions face à une déviance des rôles de genre peuvent être de même intensité que les réactions suscitées par des déviances culturelles.
En effet, la culture effectue un contrôle social, elle amène les individus à se conformer plus ou moins aux normes, incluant les rôles de genre. Cela passe par diverses institutions sociales, allant de la famille dans laquelle les rôles de genre émergent au regard de la culture, jusqu'aux institutions d’éducation formelle où le travail de socialisation continue.

## Classe sociale et rôles de genre
Les rôles de genre sont exprimés selon le genre avec un effet d’interaction selon l’origine culturelle et la classe sociale. Ainsi, dans les classes ouvrières, les différences entre les rôles féminins et masculins seraient plus marquées que dans les classes moyennes ou supérieures. Dans celles-ci, l’autonomie est une valeur considérée comme importante. Il y a de ce fait une plus grande flexibilité des rôles de genre. Les comportements sont donc moins stéréotypés et les attitudes sont plus égalitaires.

## Développement des rôles de genre
Actuellement, la vision privilégiée par les scientifiques pour appréhender la question du développement des rôles de genre est plurifactorielle. L'environnement et la biologie ont un effet conjoint sur les processus psychologiques qui influencent à leur tour les comportements et attitudes conformes aux rôles de genre.
Les rôles de genre se développeraient donc sous l'influence de la biologie, des milieux de vie (socialisation), des cognitions et des affects,. Il est difficile de séparer catégoriquement ces facteurs, mais certains privilégient l'un ou l'autre.
Plusieurs auteurs insistent également sur la participation active de l'enfant dans la construction de son identité sexuée.

### Facteurs biologiques
Certains auteurs se sont interrogés sur l’influence particulière exercée par des facteurs biologiques dans l’apparition des rôles de genre. Selon eux, la biologie aurait un impact sur le développement des caractéristiques physiques et sexuelles des hommes et des femmes. L'organisation du cerveau ainsi que la différenciation des organes génitaux seraient déterminées par les hormones. Gaïd Le Maner-Idrissi et Stéphanie Bardu affirment que les enfants développent, en général, une identité de genre en adéquation avec leur sexe biologique. Le rôle que jouent ces facteurs hormonaux est très débattue ; ainsi Rebecca Jordan-Young met en garde contre l'«idéologie sexiste» qui gouverne certaines recherches dans ce domaine ; voir Sexisme dans la science moderne.
Aude Michel postule que le sexe assigné à la naissance a une influence importante sur la manière dont se comportera l’entourage social envers l’enfant. On parle également d’« étiquetage social » permettant de catégoriser les humains selon leur sexe biologique. Ces catégorisations influenceraient la manière d’agir des individus et de leur entourage.
Les théories sociobiologiques s'appuient sur des conceptions issues de la théorie de l'évolution, considérant que les rôles de genre d'aujourd'hui sont le reflet d'un héritage évolutionniste. Ainsi, des auteurs postulent que les caractéristiques génétiques, psychologiques, sociales et culturelles les plus adaptées sont transmises de génération en génération selon leur caractère adaptatif au contexte social. Cependant, la sociobiologie, considérée comme une des expressions du sexisme scientifique moderne, est dans une large mesure une discipline discréditée.

### Facteurs socio-culturels
Dès la naissance, les processus de socialisation sont différents selon le sexe de l'enfant et tout l'environnement est marqué par le genre,. Il semblerait que la première socialisation de l'enfant soit liée au genre. C'est par le processus d'éducation et de renforcement que les enfants peuvent prendre conscience de la norme. Les rôles de genre sont à l’œuvre au quotidien, ce qui implique une influence importante des différents « milieux de vie ». Ces différentes influences ont des « effets contrastés sur le développement de l'enfant dès le plus jeune âge »,.
On peut citer différents milieux de vie : la famille, les crèches, les lieux de scolarisation... De nombreuses dimensions sont mises en évidence comme étant impliquées dans le développement des rôles de genre par la socialisation : l'environnement physique, les modèles de rôles de sexe, les interactions sociales...

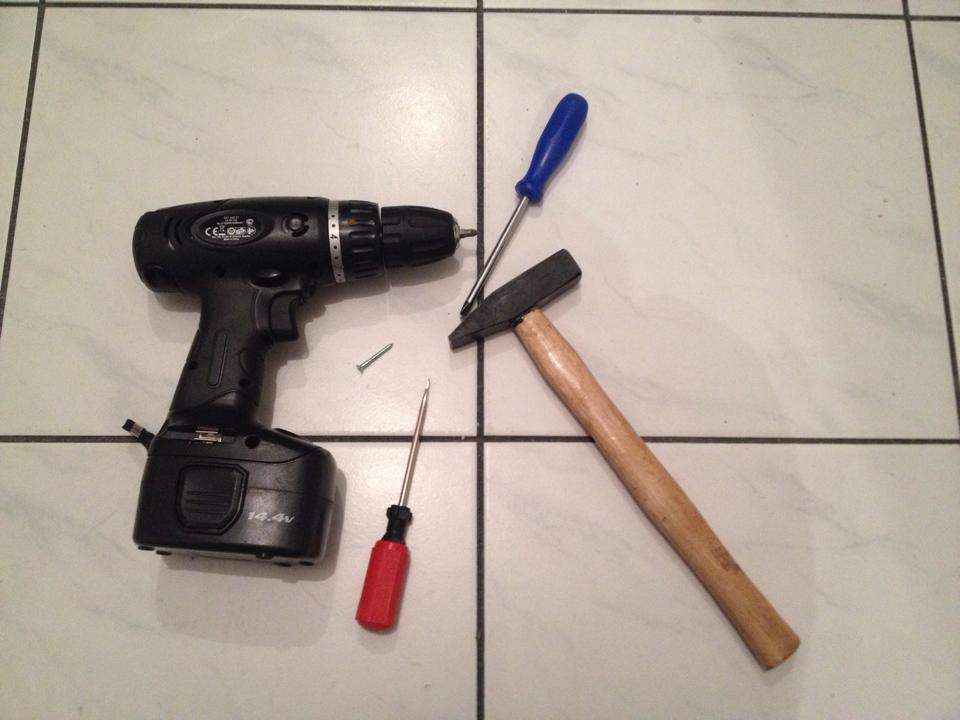
Objets attribués aux hommes selon les rôles de genre.

La « ségrégation sexuée entre pairs » semble être mise en place vers trois ans. Il en découlerait une « pression à la conformité des rôles de sexe »,. Tout au long du développement, des mécanismes de contrôle social informels mais très puissants garantissent une conformité avec les rôles de genre. Par exemple, se moquer d’un petit garçon jouant avec des jeux attribués de façon normative aux petites filles est un processus très efficace pour éviter qu’il ne dévie de son rôle de genre.

#### La théorie du rôle de genre
Alice Eagly, professeur en psychologie à Northwestern University, travaille entre autres sur la question du genre (préjugés, féminisme...). La théorie du rôle de genre qu'elle a développée est motivée par le besoin de comprendre les causes des différences qui existent entre les sexes ainsi que les similitudes dans le comportement social. Elle propose d’associer deux conceptions plutôt que de les dissocier. Selon elle, il existe une interaction entre les caractéristiques physiques et les structures sociales.
Outre l'appareil reproducteur, il existe des différences physiques évidentes entre les hommes et les femmes telles que la taille et la force musculaire qui sont plus importantes chez l’homme. Dans la plupart des sociétés, les activités de la femme sont liées à la reproduction alors que les caractéristiques physiques de l’homme le prédisposent pour des activités exigeant de la force.
Cette division du travail a entraîné des attentes sociales spécifiques : dans le domaine relationnel pour la femme et dans le domaine d’action pour l’homme. Selon Eagly et d'un point de vue socio-structurel, la division sexuelle dans le domaine du travail et la hiérarchie du genre sont les causes profondes de la différence de comportement des deux sexes. Aux États-Unis et dans de nombreux autres pays, les femmes occupent des postes différents que les hommes et sont rarement placées dans les hauts niveaux de la hiérarchie d’une organisation.
Cette théorie soutient que les croyances que les gens possèdent sur les sexes proviennent des observations des performances de rôle des hommes et des femmes, ce qui reflète la division sexuelle au travail et la hiérarchie du genre dans la société. Ce sont ces croyances qui constituent les rôles de genre et qui amènent à une différence dans le comportement.
Les femmes et les hommes acquièrent des compétences et des ressources spécifiques, nécessaires à la performance et à l’adaptation de leur rôle de genre, comme l’exige la société. L'impact des rôles sur le comportement passe par des processus psychologiques et sociaux. Ces rôles de genre, qui sont un point important de la socialisation, commencent à être acquis dans la petite enfance et continuent à s’élaborer tout au long de l'enfance et de l’adolescence. Les rôles de genre facilitent les activités généralement menées par des adultes de chaque sexe. Par exemple, on s'attend à ce que les femmes soient tournées vers le relationnel, éprouvent de la compassion et occupent des professions à prédominance féminine comme professeur ou infirmière.
Les femmes ont tendance à fournir des soins et un soutien émotionnel, tandis qu’il est attendu des hommes de présenter un comportement qui résulte de l’action : ils seraient assertifs et auraient tendance à contrôler. Pour la plupart, ce sont des attributs en rapport avec l’affirmation de soi (ex. : agressif, ambitieux, dominant..) et l’indépendance (ex : auto-suffisant, individualiste),,.
La théorie des rôles est critiquée[Par qui ?] car elle semble signifier que tout le comportement social humain est superficiel, voire joué.
En ce qui concerne les rôles de genre, certains auteurs pensent qu'il n'y a pas d'écart entre ce que l'on est et ce que l'on fait.

#### Catégorisation sociale et comparaison sociale
À travers des études interculturelles, Serge Guimond a pu mettre en évidence le fait que les différences de genre varient selon les cultures, ce qui va dans un sens opposé à l'approche évolutionniste. De plus, il montre que ces différences sont plus importantes dans les sociétés individualistes que dans les sociétés collectivistes, ce qui va à l'encontre des prédictions apportées par la théorie des rôles de genre de Eagly. Une nouvelle approche est proposée par l'auteur. Elle est basée sur la théorie de la comparaison sociale et sur la théorie de l'auto-catégorisation.
La théorie de la comparaison sociale de Leon Festinger postule que l'on répond au besoin de s'évaluer en se comparant à autrui. On s'évalue donc de manière « relative » à d'autres personnes,.
La comparaison de soi à autrui peut être intragroupe ou intergroupe. C'est-à-dire que les femmes peuvent se comparer entre elles et les hommes entre eux, ou que les comparaisons peuvent être inter-genres.
On définit globalement les femmes comme plus interdépendantes et les hommes comme ayant un soi plus indépendant. L'étude de Costa et al. déjà citée a montré que ces différences disparaissent quasiment lorsque les individus se trouvent dans un contexte de comparaison intragroupe. Les écarts d'auto-représentation entre les genres sont, en fait, accentués lors de comparaisons intergroupes. Ceci confirme l'influence du contexte social dans lequel on se trouve et de la comparaison sociale.
Guimond se base sur la théorie de l'autocatégorisation pour mettre en évidence le fait que lorsque la comparaison est intragroupe, la catégorisation s'effectue au niveau de l' « identité personnelle » et qu'il y a peu de différences entre les sexes. Alors que lorsque la comparaison est intergroupe et que les hommes et femmes sont donc mis en opposition, la catégorisation sociale est plutôt au niveau de l' « identité sociale » . De ce dernier cas, il peut en découler une « dépersonnalisation » et de l' « auto-stéréotypie », ce qui signifie que l'individu se définit sur base des traits stéréotypiques de son endogroupe (ici, les hommes ou les femmes). « Les différences de genre deviennent donc importantes au niveau du concept de soi ».

### Facteurs psychologiques

#### Théories cognitives
Les enfants acquièrent petit à petit la compréhension du concept de genre, en partie grâce à leur développement cognitif. Selon plusieurs auteurs, cela leur permet de catégoriser « correctement » les différents rôles de genre véhiculés par la socialisation de genre.
Plusieurs théories abordent la question du développement des rôles de genre en lien avec les aspects cognitifs:
- Les théories de l'apprentissage social, en partie défendues par Albert Bandura, postulent que les connaissances sur les rôles de genre sont acquises indirectement par observation et imitation des pairs de même sexe. Les comportements liés au sexe sont directement intériorisés par le biais d'un système de renforcements positif (récompense) ou négatif (punition)[15]. Selon cette théorie, « l'environnement social contraint l'enfant à adopter des comportements codifiés culturellement et spécifiques à l'un et l'autre sexe »[Note 10],[17]. Les enfants adopteraient donc, avec le temps, des comportements attendus par leur entourage par le biais du mécanisme de généralisation entre autres. L'apprentissage par observation se fait en trois étapes : la première est l'observation, la deuxième est la conscience que l'on peut classer les êtres humains suivant deux classes, les hommes et les femmes, la troisième est celle de se conduire de façon à répondre aux attentes sociales[17]. L'importance de la motivation et de l'autorégulation est mise en évidence dans cette théorie[17] : les facteurs psychologiques et les facteurs provenant de l'environnement s'entremêlent. Ce sont ainsi l'imitation, la réaction de l'entourage et l'enseignement fourni par les adultes qui permettent la mise en place de comportements sexués. Il est également à noter que l'âge et de l'expérience influencent ce processus.

- Les théories sociocognitives de Bussey et Bandura dans lesquelles le concept de « modelage » est au centre : les enfants apprendraient des « patterns de comportements conformes aux rôles de genre »[Note 6],[16]. Les auteurs mettent en avant l' « imitation différentiée » par rapport à l' « imitation directe »[Note 11],[16], ce qui signifie que les enfants prennent du temps pour sélectionner les conduites et attitudes à adopter. Ce que les adultes apprennent de manière directe aux enfants a également son importance dans le développement des rôles de genre[17].

- Les théories cognitivo-développementales de Lawrence Kohlberg postulent que les cognitions sont à la base du développement de rôles de genre. Il semblerait qu'elles organisent le développement du genre[16]. En d'autres termes, tout le processus d’apprentissage des connaissances et conduites liées au genre est organisé par l’identité de genre. Les enfants reproduisent ce qu'ils voient et ce qu'ils entendent autour d'eux concernant leur propre genre lorsqu'ils se rendent compte que leur sexe est irréversible. Ils tendent dès lors de produire des comportements qui sont en adéquation avec les attentes de leur genre et sont socialement récompensés pour cela. Selon Kohlberg, l'identité devient stable lorsque l'enfant prend conscience de son genre et qu'il y a une cohérence entre ses comportements et ses pensées (penser être un garçon et se comporter comme tel). Les enfants adopteront des comportements liés à leur genre lorsqu'ils atteignent l'âge de six ans et pas avant. Après cet âge, les enfants ne conçoivent pas de se comporter autrement qu'en accord avec leur genre.

- La théorie du schéma de genre a été développée par Martin et Halverson[16]. Elle est également liée au concept d'identité de genre. Le schéma de genre est une structure cognitive utilisée pour comprendre le monde dans lequel on évolue, interpréter les perceptions et traiter de nouvelles informations. Le schéma de genre organise la pensée, guide le comportement et a un impact sur l'estime de soi. Ce sont les schémas de genre des parents qui influencent leur comportement envers l'enfant et ainsi son développement. Les symboles contenus sont ancrés dans les processus psychologiques, ce qui explique qu'il est difficile de se dégager des stéréotypes de genre durant l'enfance. De plus, selon Burn, les individus mémorisent mieux les informations consistantes avec le schéma de genre que celles allant à son encontre[15].

Les théories cognitives peuvent être considérées comme simplificatrices, dans le sens où elles considèrent les enfants comme des récepteurs passifs (dans le cas de la théorie de l'apprentissage social). L'acquisition des connaissances liées au genre serait également plus complexe que les modèles théoriques le laissent supposer.

#### Facteurs affectifs
Mieyaa et Rouyer soulignent également l'influence des affects sur la construction de l'identité de genre de l'enfant et ainsi, sur le développement des rôles de genre. L'entourage social et les « facteurs socio-affectifs »  auraient donc un rôle à jouer important. Les besoins d'affection, d'amour et de reconnaissance seraient tels que l'enfant se comporterait selon les attentes que l'on a envers lui. Ces attentes engloberaient les conduites liées au rôle de genre.
Il y a donc « étiquetage »  et appropriation des attitudes et comportements conformes à cette catégorisation. L'enfant étant entouré de plusieurs personnes de référence, il doit prendre en compte ces diverses influences (parfois contradictoires) pour élaborer sa propre identité sexuée.

#### Rôle de genre dans la psychanalyse
Voir aussi Différence des sexes en psychanalyse
En psychanalyse, et principalement dans la théorie freudienne, dès la naissance les garçons comme les filles s'identifient à leur mère et ce jusqu'à l'âge de trois à cinq ans, où ils commencent à s'identifier au parent de même sexe qu'eux.
Ce processus ramène au conflit entre l'attachement érotique de l'enfant pour le parent de sexe opposé et la jalousie qu'il éprouve pour le parent du même sexe.
L'identification est l'élément central dans la théorie psychanalytique car c'est durant ce processus que les enfants adoptent les caractéristiques et qualités typiques de leur genre. L'identification permet de résoudre une situation complexe que vivent principalement les jeunes filles. En effet, celles-ci se sentent privées de pénis et inférieures. Prendre le père comme modèle les mettraient dans une position difficile par rapport à la mère dont elles auraient peur des représailles. Une fois que les enfants s'identifient au parent du même sexe, on dit qu'ils sont "sexe-typés",.

## Lutte contre les rôles stéréotypés
La Convention sur l'élimination de toutes les formes de discrimination à l'égard des femmes demande la prise de mesures pour lutter contre la supériorité d'un sexe sur l'autre et contre l'existence de rôles stéréotypés alloués aux hommes et aux femmes.

## Instruments de mesure

### Le Bem Sex-Role Inventory (Inventaire des rôles de sexe de Bem)
En 1974, Sandra Bem a créé un test nommé le Bem Sex-Role Inventory (BSRI) qui mesure un score de masculinité, de féminité et d’androgynie. Elle a cherché à savoir dans quelle mesure la société considère que des traits sont désirables pour un homme ou pour une femme.
20 items ont été sélectionnés pour le profil masculin, 20 pour le féminin et 20 autres pour le neutre.
On y retrouve pour la femme les traits : affectueux, gai, enfantin, ayant de la compassion, n’utilisant pas un langage dur, désireuse d'apaiser les sentiments blessés, féminin, étant objet de flatteries, douce, crédule, aimant les enfants, fidèle, sensible aux besoins des autres, timide, à la voix douce, sympathique, tendre, compréhensive, chaleureuse et faisant preuve de rendement.
Pour l’homme : agit comme un leader, agressif, ambitieux, analytique, autoritaire, sportif, compétitif, défend ses propres croyances, dominant, énergique, a des capacités de leadership, indépendant, individualiste, sait prendre des décisions facilement, masculin, autonome, autosuffisant, possédant une forte personnalité, prêts à prendre position, prêts à prendre des risques.
On demande aux participants de s’autoévaluer à l’aide du BSRI, une moyenne est calculée en fonction des réponses et un score de masculinité et de féminité est déterminé.

### Masculinity Ideology
La masculinity ideology (MI), en français : idéologie de la masculinité, se concentre sur les croyances relatives au fait que les hommes devraient ou ne devraient pas avoir certains comportements ; par exemple les hommes doivent être indépendants et ne doivent pas pleurer.
Les mesures du MI, selon Smiler, ne comparent pas directement les sexes. Elles peuvent être utilisées pour évaluer les croyances sur les hommes en général ou pour évaluer la mesure dans laquelle les individus sont conformes au MI. Des chercheurs comme Villemez, Touhey, Wade, Brittan-Powell ont démontré que le score MI est un indice statistique de prédiction efficace de nombreux résultats — par exemple, une plus forte adhésion que la moyenne à l'idéologie de la masculinité est liée à un niveau de sexisme plus élevé, à l'absence d'expression des émotions, ou à la multiplication de comportements agressifs ou hostiles dans des contextes variés. — et ont conclu qu'elle est empiriquement valide.

### The Conformity to Masculine Norms Inventory (Conformité avec les normes masculines)
Smiler explique que selon Mahalik et coll., le Conformity to Masculine Norms Inventory (CMNI) évalue la mesure dans laquelle le fonctionnement affectif, comportemental et cognitif des hommes sont conformes aux normes de masculinité actuellement dominantes aux États-Unis.
Le CMNI est composé de 94 items renvoyant à onze comportements distincts répertoriés comme masculins : dominance, contrôle émotionnel, dédain pour les homosexuels, playboy, pouvoir sur les femmes, obtention d'un statut, savoir prendre des risques, autonomie, violence, gagner (compétition) et importance du travail. Les items sont écrits à la première personne, par exemple : « je travaille dur pour gagner » et le sujet doit marquer son degré d’accord ou de désaccord sur une échelle de 1 à 4. Une moyenne est ensuite calculée et un score de conformité avec la masculinité est obtenu.

### The Conformity to Feminine Norms Inventory (Conformité avec les normes féminines)
Le Conformity to Feminine Norms Inventory  (CFNI) évalue de la même manière l'adhésion des femmes aux normes américaines de féminité, à travers les comportements, les sentiments et les pensées.
Le CFNI, se compose de 12 dimensions de normes féminines : relationnelle, douce et gentille, minceur, penser aux autres en premier, apparence jeune, sexy, pudique, domaine domestique, soins aux enfants, relation romantique, la fidélité sexuelle, et d'investir dans l'apparence.

### Personal Attributes Questionnaire (Questionnaire d'attributs personnels)
Le Personal Attributes Questionnaire (PAQ) comme étant composé de 24 paires de traits qui représentent les points finaux sur un continuum (exemple : « pas du tout agressif » et « très agressif »). Les participants utilisent une échelle à cinq points pour indiquer où ils se situent sur le continuum.

### Modern Sexism (Sexisme moderne)
Le modern sexism (MS) se présente en une échelle de huit items. Pour chaque item, le participant évalue son accord ou son désaccord sur une échelle à quatre points représenté par « fortement en désaccord »(1) et « fortement d’accord »(4) ; par exemple : « il est rare de voir des femmes traitées d'une manière sexiste à la télévision ». Plus le score à ce test est élevé, plus la personne possède des croyances sexistes.